# Saratoga County (Jefferson-Territorium)
Der Saratoga County war ein County des außerhalb des US-Gesetzes liegenden Jefferson-Territoriums, das vom 28. November 1859 bis zum 28. Februar 1861 bestand.

## Geschichte
Im Juli 1858 wurde Gold entlang des South Platte Rivers im Arapahoe County, Kansas-Territorium entdeckt. Diese Entdeckung löste den Pikes Peak Goldrausch aus. Viele Anwohner im Bergbaugebiet fühlten sich getrennt von den fernen territorialen Regierungen von Kansas und Nebraska, so dass sie am 24. Oktober 1859 dafür stimmten, das eigene Jefferson-Territorium zu bilden. In den folgenden Monaten stimmte die General Assembly des Jefferson-Territoriums zu, 12 Counties zu organisieren: Arapahoe County, Cheyenne County, El Paso County, Fountain County, Heele County, Jackson County, Jefferson County, Mountain County, North County, Park County, Saratoga County und St. Vrain County. Der Saratoga County wurde nach Saratoga Springs, New York benannt, auf Grund der heißen Mineralquellen, die man im County gefunden hatte. Der County umfasst große Teile des Areals, das heute zu Grand County, Colorado zählt.
Das Jefferson-Territorium erhielt niemals bundesstaatliche Unterstützung. Am 28. Februar 1861 unterzeichnete US-Präsident James Buchanan ein Gesetz, mit dem das Colorado-Territorium organisiert wurde. Am 1. November 1861 organisierte die Colorado General Assembly 17 Counties, einschließlich des Grand County, für das neue Colorado-Territorium.

## Kreisstadt
Die Kreisstadt von Saratoga County war die Bergarbeiterstadt Breckinridge. Heute ist Breckenridge die Kreisstadt von Summit County, Colorado.

## Wahlen und gewählte Beamte
Der erste Beamte, der ein Amt in Saratoga County innehatte, war John W. McIntyre, der im Dezember 1859 durch den Gouverneur Robert W. Steele zum vorsitzenden Richter des Saratoga County ernannt wurde. Er hielt das Amt bis zur ersten Wahl am 2. Januar 1860.